# Mononegavirales
Mononegavirales là một bộ virus RNA sợi đơn âm có bộ gen không phân đoạn. Một số thành viên gây bệnh cho con người trong bộ này gồm có virus Ebola, virus hợp bào hô hấp, virus sởi, virus quai bị, virus Nipah và virus dại. Các tác nhân gây bệnh quan trọng của động vật và thực vật không phải người cũng nằm trong nhóm này. 
Bộ này bao gồm mười một họ virus: Artoviridae, Bornaviridae, Filoviridae, Lispiviridae, Mymonaviridae, Nyamiviridae, Paramyxoviridae, Pneumoviridae, Rhabdoviridae, Sunviridae và Xinmoviridae.